# Nathalie Coupal
Nathalie Coupal, née le 11 août 1960, est une actrice et doubleuse québécoise. Elle est entre autres la voix québécoise de Catherine Keener, Uma Thurman, Mary Steenburgen, Cate Blanchett, Tilda Swinton, Lisa Kudrow et Deborah Kara Unger.
Elle est la fille du géographe Henri Dorion.

## Filmographie
- 1988 : Londeleau
- 1989 : Les Matins infidèles : la femme du coin de rue
- 1989 : Comment faire l'amour avec un nègre sans se fatiguer : Miz Désabusée
- 1990 : Ding et Dong, le film : Cléopatre
- 1993 : Au nom du père et du fils (série télévisée) : Amanda Lafresnière
- 1994 : Windigo : Christine Bastien
- 1997 : Sauve qui peut! (série télévisée) : Isabelle Dubois
- 2000 : Le Monde de Charlotte (série télévisée) : Claire Vézina
- 2001 : Mon meilleur ennemi (série télévisée) : Lorraine Cloutier
- 2001 : Oceans of Hope
- 2002 : Les Poupées russes (série télévisée) : Christina Yvanov
- 2004 : L'Espérance : Fleur
- 2004 : Un monde à part (série télévisée) : Claire Vézina
- 2004 : Mémoires affectives : Michelle Tourneur
- 2006 : La Job (série télévisée) : Emmanuelle Sirois-Keaton
- 2007 : Virginie (série télévisée) : Jocelyne Charest
- 2011 : Mirador : Michèle Barry
- 2012 : La Vallée des larmes : Marie
- 2015 : Ces gars-là (série TV) : Louise
- 2016 : Mirador : Michèle Barry
- 2016 : D'encre et de sang d'Alexis Fortier Gauthier, Maxim Rheault et Francis Fortin : l'éditrice
- 2019: Une autre histoire : Sophie Deschamps

## Doublage
La liste indique les titres québécois

### Cinéma

#### Longs métrages
- Catherine Keener dans (15 films) :
  - 8 millimètres (1999) : Amy Welles
  - Mort à Smoochy (2002) : Nora Wells
  - Simone (2002) : Elaine Christian
  - L'Interprète (2005) : Dot Woods
  - La Ballade de Jack et Rose (2005) : Kathleen
  - 40 ans et encore puceau (2005) : Trish Piedmont
  - Capote (2005) : Harper Lee
  - Vers l'inconnu (2007) : Jan Burres
  - Hamlet 2 (2008) : Brie Marschz
  - Qu'est-ce qui m'arrive ? (2008) : Lou Tarnow
  - Le Soliste (2009) : Mary
  - Cyrus (2010) : Jamie
  - Intrusion (2010) : Lynn
  - Capitaine Phillips (2013) : Andrea Phillips
  - Sicario : Le jour du soldat (2018) : Cynthia Foards

- Uma Thurman dans (14 films) :
  - Femmes de rêves (1996) : Andera
  - Les Misérables : Fantine
  - La Paye (2003) : Dre Rachel Porter
  - Tuer Bill : Volume 1 (2003) : Beatrix Kiddo
  - Tuer Bill : Volume 2 (2004) : Beatrix Kiddo
  - Sois Cool (2005) : Edie Athens
  - Les Producteurs (2005) : Ulla
  - Ma super ex-copine (2006) : Jenny Johnson
  - Un mari de trop (2008) Dr Emma Lloyd
  - Les Joies de la maternité (2009) : Eliza Welsh
  - L'Amour en jeu (2012) : Patti
  - Brûlé : Un chef sous pression (2015) : Simone
  - En guerre avec grand-papa (2020) : Sally
  - Bleu royal, blanc et rouge (2023) : Ellen Claremont

- Cate Blanchett dans (14 films) :
  - Paradis (2002) : Philippa
  - Veronica Guerin (2003) : Veronica Guerin
  - L'Aviateur (2004) : Katharine Hepburn
  - L'Ami Allemand (2006) : Lena Brandt
  - Elizabeth : L'Âge d'or (2007)  : Élisabeth Ire
  - Super flic (2007) : Jeannine
  - Indiana Jones et le Royaume du Crâne de Cristal (2008) : colonel-professeur Irina Spalko
  - Robin des Bois (2010) : Belle Marianne
  - Les Monuments Men (2014) : Claire Simone
  - Carol (2015) : Carol Aird
  - Debbie Ocean 8 (2018) : Lou Miller
  - Bernadette a disparu (2019) : Bernadette Fox
  - Tár (2022) : Linda, dite « Lydia » Tár
  - Borderlands (2024) : Lilith

- Mary Steenburgen dans (12 films) :
  - Clifford (1994) : Sarah Davis
  - Le Prix de la rançon (2007) : Sarah Michaelson
  - L'Épreuve du courage (2007) : Carol
  - Figé (2007) : Dr Cheryl Blaine
  - Demi-frères (2008) : Nancy Huff
  - Quatre Noël (2008) : Marilyn
  - La Proposition (2009) : Grace Paxton
  - Où sont passés les Morgan ? (2009) : Emma Wheeler
  - La Couleur des sentiments (2011) : Elaine Stein
  - Virée à Vegas (2013) : Diana
  - Promenons-nous dans les bois (2015) : Jeannie
  - Notre plus belle saison (2020) : Tipper Caldwell

- Tilda Swinton dans (10 films) :
  - Mondes possibles (2000) : Joyce
  - Jeune Adam (2003) : Ella
  - Constantine (2005) : Gabriel
  - Michael Clayton (2007) : Karen Crowder
  - Lire et détruire (2008) : Katie Cox
  - Cas désespéré (2015) : Dianna
  - Docteur Strange (2016) : l'Ancien
  - Avengers : Phase finale (2019) : l'Ancien
  - Trois mille ans à t'attendre (2022) : Alithea Binnie
  - Asteroid City (2023) : Dre Hickenlooper
- Lisa Kudrow dans (6 films) :
  - Romy et Michelle : Les Reines de la soirée (1997) : Michelle Weinberger
  - Combinaison gagnante (2000) : Crystal
  - P.S. - Je t'aime (2007) : Denise Hennessey
  - Bandslam (2009) : Karen Burton
  - Tout pour un A (2010) : Mme Griffith
  - Les voisins 2 : La hausse de la sororité (2016) : Dean Carol Gladstone

- Deborah Kara Unger dans (6 films) :
  - Sunshine (1999) : Karola Kovács
  - Hurricane (1999) : Lisa Peters
  - Emile (en) (2003) : Nadia
  - Stander: Justicier Hors-La-Loi (2003) : Bekkie Stander
  - Interférences (2004) : Sarah Tate
  - Une ballade pour Bobby Long (2004) : Georgianna

- Carrie-Anne Moss dans (6 films) :
  - Planète rouge (2000) : Commandant Kate Bowman
  - Chocolat (2001) : Caroline Clairmont
  - Plaisirs glacés (2006) : Maggie
  - La fosse aux lions (2012) : Penelope Nelson
  - Pompéi (2014) : Aurelia
  - Ne dis rien (2017) : l'inspecteur Shaw

- Sophie Okonedo dans :
  - Hôtel Rwanda (2004) : Tatiana Rusesabagina
  - Æon Flux (2005) : Sithandra
  - Stormbreaker : Les Aventures d'Alex Rider (2006) : Mrs. Tulip Jones
  - L'enfant de Mars (2007) : Sophie
  - Après la Terre (2013) : Faia Raige

- Maria Bello dans :
  - Permanent Midnight (1998) : Kitty
  - Fenêtre secrète (2004) : Amy Rainey
  - Vies brisées (2007) : Abby Randall
  - L'Éveil des géants (2018) : Carly Winter

- Saffron Burrows dans :
  - Terreur sous la mer (1999) : Dr Susan McCallister
  - Troie (2004) : Andromaque
  - Fay Grim (2007) : Juliet
  - Vol de banque (2008) : Martine Love

- Monica Bellucci dans :
  - Malèna (2000) : Malena Scordia
  - Les Frères Grimm (2005) : la reine au miroir
  - Feu à volonté (2007) : DQ
  - L'Apprenti sorcier (2010) : Veronica Gorloisen

- Amber Valletta dans :
  - Le Grand Coup de Max Keeble (2001) : Ms. Dingman
  - Prémonitions (2007) : Claire Francis
  - Silence de mort (2007) : Ella Ashen
  - Gamer (2009) : Angie

- Hope Davis dans :
  - Cœurs perdus en Atlantide (2002) : Liz Garfield
  - Monsieur Météo (2005) : Noreen
  - La Fraude (2006) : Andrea Tate
  - Charlie Bartlett (2008) : Marilyn Bartlett

- Thandiwe Newton dans :
  - Les Chroniques de Riddick (2004) : Dame Vaako
  - La Poursuite du bonheur (2006) : Linda
  - Rock et escrocs (2008) : Stella
  - W. : L'Improbable Président (2008) : Condoleezza Rice

- Paz Vega dans :
  - Spanglish : J'en perds mon latin! (2004) : Flor Moreno
  - Le Spirit (2008) : Plâtre de Paris
  - Le contrat humain (2008) : Michael
  - Rambo: La Dernière Mission (2019) : Carmen Delgado

- Sofía Vergara dans :
  - Sur le grill (en) (2006) : Loridonna
  - Chef (2014) : Inez
  - L'As de Vegas (2015) : Doris
  - Sexy et en cavale (2015) : Mme Daniella Riva

- Juliette Binoche dans :
  - Dan face à la vie (2007) : Marie Diamond
  - Le fils de personne (2011) : Lauren Bridges
  - Les 33 (2015) : María Segovia
  - Ghost in the Shell - Le film (2017) : Dr Ouelet

- Janet McTeer dans :
  - Les Vagabondes (1999) : Mary Jo Walker
  - Terre promise (en) (2002) : Sarah Morris
  - La Dame en Noir (2012) : Mme Daily

- Missi Pyle dans :
  - Remue-ménage (2003) : Ashley
  - Voici Polly (2004) : Roxanne
  - Charlie et la Chocolaterie (2005) : Scarlett Beauregard

- Louise Lombard dans :
  - Hidalgo (2004) : Lady Anne Davenport
  - After : La Collision (2020) : Trish Daniels
  - After : La chute (2021) : Trish Daniels

- Rosie Perez dans :
  - Ananas Express (2008) : Carol Brazier
  - On ne cédera pas (2012) : Brenna Harper
  - Le Conseiller (2013) : Ruth

- Michelle Yeoh dans :
  - Shang-Chi et la Légende des Dix Anneaux (2021) : Ying Nan
  - Tout, partout, tout à la fois (2022) : Evelyn Wang
  - Transformers : Le Réveil des Bêtes (2023) : Airazor

- Irène Jacob dans :
  - Incognito (1997) : Marieke van den Broeck
  - Des hommes de loi (1998) : Marie Bineaux

- Nastassja Kinski dans :
  - La Fête des pères (1997) : Collette Andrews
  - Le Maître de Kingdom Come (2000) : Elena Burn

- Anna Chancellor dans :
  - L'Homme qui en savait trop... peu (1997) : Barbara Ritchie
  - Cody Banks, agent secret 2 : Destination Londres (2004) : Lady Josephine Kenworth

- Natasha Henstridge dans :
  - Réservé aux chiens (1998) : Lorna
  - À tout hasard (2000) : Mimi

- Robin Wright dans :
  - Brouhaha (1998) : Darlene
  - Everest (2015) : Peach Weathers

- Lucinda Jenney dans :
  - Face à la musique (1999) : Kate
  - Folle/Magnifique (2001) : Courtney Oakley

- Veronica Ferres dans :
  - Le Boudoir (1999) : Lauren
  - Crise (2021) : Dr Meg Holmes

- Kathleen Marshall dans :
  - Le Journal d'une princesse (2001) : Charlotte Kutaway
  - Le Journal d'une Princesse 2: Les Fiançailles royales (2004) : Charlotte Kutaway

- Teri Polo dans :
  - Drame familial (2001) : Susan
  - Tellement menteur (2007) : Mme Moran

- Leah Pinsent dans :
  - Traitrise (2005) : Marge Magnus
  - Virage (2009) : Mme Campbell

- Laura Linney dans :
  - L'Homme de l'année (2006) : Éléanor Green
  - La Famille Savage (2007) : Wendy Savage

- Julia Roberts dans :
  - Le Petit Monde de Charlotte (2006) : Charlotte A. Cavatica, l'araignée (voix)
  - Le Combat de Charlie Wilson (2007) : Joanne Herring

- Garcelle Beauvais dans :
  - Je sais qui m'a tuée (2007) : l'agent Julie Bascome
  - Maison-Blanche en péril (2013) : Alison Sawyer

- Joely Richardson dans :
  - La Dernière Mimzy (2007) : Jo Wilder
  - Vampire Académie (2014) : la reine Tatiana Ivashkov

- Lena Endre dans :
  - Millénium 2 : La Fille qui rêvait d'un bidon d'essence et d'une allumette (2009) : Erika Berger
  - Millénium 3 : La Reine dans le palais des courants d'air (2010) : Erika Berger

- Morgan Fairchild dans :
  - Le Chihuahua de Beverly Hills 2 (2011) : la commentatrice
  - Le Chihuahua de Beverly Hills 3 (2012) : la commentatrice

- Isabelle Huppert dans :
  - Mort et enterré (2013) : Maman Louzon
  - Greta (2018) : Greta Hideg

- 1983 : Le Feu de la danse : Hanna Long (Lilia Skala)
- 1987 : Mio au royaume de nulle part : Mme Lundin (Linn Stokke (no))
- 1993 : De quoi j'me mêle maintenant : Samantha D'Boone (Lysette Anthony)
- 1994 : La Patrouille : Toni Johnson (Erika Eleniak)
- 1995 : Meurtre avec préméditation : Mary McCasslin (Embeth Davidtz)
- 1995 : Encore les Vieux Grincheux : Mélanie (Daryl Hannah)
- 1995 : Ma Famille : Toni (Constance Marie)
- 1996 : Les Wonders : Marguerite (Rita Wilson)
- 1996 : Jack : Mlle Marquez (Jennifer Lopez)
- 1996 : Emma : Mme Weston (Greta Scacchi)
- 1996 : Conquête du dragon d'or : Carrie Newton (Janet Gunn (en))
- 1996 : Vengeance froide : Annie Robicheaux (Kelly Lynch)
- 1997 : Les Ailes de la colombe : Susan Stringham (Elizabeth McGovern)
- 1997 : De jungle en jungle : Jan Kempster (Valerie Mahaffey)
- 1997 : Le Plus Fou des deux : Tiffany (Alexandra Wentworth)
- 1998 : Star Trek : Insurrection : Anij (Donna Murphy)
- 1998 : Meurtre parfait : Emily Bradford Taylor (Gwyneth Paltrow)
- 1999 : Instinct : Lynn Powell (Maura Tierney)
- 1999 : Héros sans patrie : Marta (Daniela Romo)
- 1999 : Un témoin de trop : Jennifer Matherson (Susan Almgren)
- 2000 : Film de peur : Lisa (Andrea Nemeth)
- 2000 : Coyote Ugly : Zoe (Tyra Banks)
- 2000 : Payez au suivant : Michelle (Liza Snyder)
- 2000 : Les Âmes perdues : Claire Van Owen (Sarah Wynter)
- 2000 : Docteur T et les Femmes : Dorothy (Janine Turner)
- 2001 : Je suis Sam : Randy Carpenter (Laura Dern)
- 2001 : Blonde et légale : Mrs. Windham Vandermark (Raquel Welch)
- 2001 : Nadia : Sophia, alias Nadia (Nicole Kidman)
- 2001 : Le Mousquetaire : la reine (Catherine Deneuve)
- 2002 : Pinocchio : la bonne fée (Nicoletta Braschi)
- 2002 : Dommages collatéraux : Selena Perrini (Francesca Neri)
- 2003 : La Ligue des gentlemen extraordinaires : Mina Harker (Peta Wilson)
- 2003 : Un cœur ailleurs : Angela Gardini (Vanessa Incontrada)
- 2003 : Comment perdre son mec en dix jours : Judy Spears (Michael Michele)
- 2004 : L'Autre Belle-famille : Isabel Villalobos (Alanna Ubach)
- 2004 : Le chemin de nos foyers : Edith Evans (Naomi Watts)
- 2004 : Silver City : La Montagne électorale : Lupe (Alma Delfina (es))
- 2005 : La Coccinelle : Tout équipée : Sally Geer (Cheryl Hines)
- 2005 : Seigneur de guerre : Irina Orlov (Shake Tukhmanyan)
- 2005 : Le Rêveur: Inspiré d'une histoire vraie : Lilly Crane (Elisabeth Shue)
- 2005 : Edmond : l'épouse (Rebecca Pidgeon)
- 2006 : Invincible : Carol Vermeil (Paige Turco)
- 2006 : Blind Dating : Dr Evans (Jane Seymour)
- 2006 : Faux départ : Paula (Sarah Jessica Parker)
- 2007 : La nuit nous appartient : Kalina Buzhayev (Yelena Solovey)
- 2007 : Rails and Ties : Laura Danner (Bonnie Root)
- 2008 : Le Chalet : Tracey (Jennifer Ellison)
- 2008 : Sept Vies : Connie Tepos (Elpidia Carrillo)
- 2009 : Les deux font la père : Vicki (Kelly Preston)
- 2009 : Un homme sérieux : Mimi Nudell (Katherine Borowitz)
- 2009 : Ma vie en ruines : Lena (María Adánez)
- 2009 : Ninja Assassin : Mme Sabatin (Eleonore Weisgerber)
- 2010 : La Dernière Chanson : Susan Blakelee (Kate Vernon)
- 2010 : Le Plan B : Carol (Melissa McCarthy)
- 2011 : Drive : Blanche (Christina Hendricks)
- 2011 : Hugo : « Mamie Jeanne » (Helen McCrory)
- 2011 : Hellraiser : Révélations : Sarah Craven (Devon Sorvari)
- 2012 : Django déchaîné : Lara Lee Candie-Fitzwilly (Laura Cayouette)
- 2012 : Le Grand Miracle : Ruth McGraw (Kathy Baker)
- 2012 : Prison tout inclus : la mère du Kid (Dolores Heredia)
- 2012 : Atlas Shrugged: Part II : Lillian Rearden (Kim Rhodes)
- 2013 : Gatsby le Magnifique : Jordan Baker (Elizabeth Debicki)
- 2013 : Thor : Le Monde des ténèbres : la scientifique asgardienne (Alice Krige)
- 2013 : Amis pour la vie : Victoria Riolobos (Alana De La Garza)
- 2015 : La Note parfaite 2 : Katherine (Katey Sagal)
- 2016 : Alice de l'autre côté du miroir : Tyva Hightopp (Simone Kirby (en))
- 2016 : Opération Anthropoid : Lenka Fafková (Anna Geislerová)
- 2016 : Whiskey Tango Foxtrot : Shakira El-Khoury (Sheila Vand)
- 2017 : Vie : Katerina Golovkin (Olga Dihovichnaya)
- 2018 : Panthère noire : la directrice du musée (Francesca Faridany)
- 2019 : Dumbo : Catherine (Zenaida Alcalde (es))
- 2019 : Code 8 : la mère de Connor (Kari Matchett)

#### Films d'animation
- 1972[1] : Tintin et le Lac aux requins : Bianca Castafiore (dialogues)
- 1995 : Histoire de jouets : Bo Peep
- 1997 : Les Chats ne dansent pas : Bo Peep
- 1998 : Pocahontas 2 : À la découverte d'un monde nouveau : la reine
- 1999 : Histoire de jouets 2 : Bo Peep
- 2000 : Le Dinosaure : Plio
- 2000 : Pokémon, le film 2000 : Delia Ketchum
- 2003 : Vive les fêtes ! Un film avec Caillou : la mère de Caillou
- 2006 : Le Tyran des Fourmis : Hova
- 2006 : Arthur, Pal a disparu ! : Jane Read
- 2006 : Les Bagnoles : Minny
- 2011 : Le Chat potté : Imelda
- 2012 : Les Enfants loups, Ame et Yuki : Hana Youshouki
- 2013 : Les Croods : Ugga
- 2016 : Ballerina : Odette (voix 2) / Rosita
- 2017 : Le Bébé Boss : Janice Templeton, la mère
- 2017 : Les Schtroumpfs : Le Village perdu : Schtroumpf Séquoïa
- 2020 : Les Croods 2 : Une nouvelle ère : Ugga

### Télévision

#### Téléfilms
- Kari Matchett dans :
  - Un règlement de comptes (2000) : Linda
  - La belle-mère (2019) : Jill Jones

- Allison Hossack dans :
  - Le Mal (2017) : Joy
  - Silence radio (2019) : Daisy Reid

- 1994 : Victime du passé : Lynn Reilly (Kate Vernon)
- 2005 : 1905 : Marie Dutilleul (Sophie Quinton)
- 2006 : Un héritage de terreur : détective « JJ » Jeanne Joyce (Teri Polo)
- 2007 : Une vie brisée : Allison (Alexandra Paul)
- 2008 : Trop parfaite : Rachel Partson (Josie Davis)
- 2009 : L'Ange et le Mal : Temperance (Deborah Kara Unger)
- 2016 : Impact : Faradee Gilchrist (Sheila McCarthy)
- 2018 : Aurora Teagarden : Cache-cache mortel : Carolyn Harrison (Teryl Rothery)
- 2021 : La tricoteuse amoureuse : Liz Markham (Janine Burchett)
- 2021 : 100% romantique : Ruth (Maria Ricossa)

#### Séries télévisées
- Sheila McCarthy dans :
  - Émilie de la nouvelle lune (1998-2000) : Laura Murray
  - La Petite Mosquée dans la prairie (2008-2013) : Sarah Hamoudi

- 2000-2004 : Psi Factor, chroniques de l'étrange : Lindsay Donner (Nancy Anne Sakovich)
- 2001-2006 : Coroner Da Vinci : Patricia Da Vinci (Gwynyth Walsh)
- 2007-2008 : Intelligence : Katarina Weigel (Ona Grauer)
- 2008-2009 : Les Tudors : Catherine d'Aragon (Maria Doyle Kennedy)
- 2011-2013 : Les Borgia : Catherine Sforza (Gina McKee)
- 2013 : Médecins de combat : Major Grace Pedersen (Deborah Kara Unger)
- 2014 : Hemlock Grove : Dr Galina Zheleznova-Burdukovskaya (Shauna MacDonald)
- 2015-2017 : Retour à Cedar Cove : Grace Sherman (Teryl Rothery)
- 2017-2018 : Célébrités en amour : Nina Devon (Perrey Reeves)

#### Séries télévisées d'animation
- 1996 : Arthur : Jane Read (saisons 1 à 6)
- 1997 : Caillou : la maman de Caillou
- 2005 : Boule et Bill : Caroline la tortue
- 2006 : Lucas la Cata : Désirée
- depuis 2007 : Allô Hana
- 2010-2011 : Petit Lapin Blanc : Maman / Roméo / Pablo
- 2021 : What If...? : l'Ancien